# Савамура, Масая
Масая Савамура — японский химик, профессор в отделении химии факультета естественных наук, выпускник Университета Киото. Его специализация — синтетическая химия и органическая химия. Савамура стал автором искусственного катализатора для синтеза жирных кислот в ценные органические соединения и был выявлен в качестве главного виновника манипуляций и фальсификаций данных в нескольких местах, включая 519 мест фальсификации и 317 мест подделки в данных ядерного магнитного резонанса (ЯМР) при исследовании структуры реакционных продуктов в рамках университетского расследования.

## Мошенничество в исследованиях
В августе 2020 года исследовательская группа профессора Масаи Савамуры объявила о разработке искусственного катализатора для синтеза жирных кислот в ценные органические соединения. Однако были обнаружены подозрения в фальсификации данных в нескольких местах, включая структуру реакционных продуктов на нескольких ЯМР-данных. По результатам расследования 29 апреля 2022 года было принято решение отозвать эту статью.. Согласно результатам расследования, из четырёх главных статей, которые были подвергнуты расследованию, было обнаружено 519 мест фальсификации и 317 мест подделки в данных ЯМР